# Сер-Лансо
Сер-Лансо́ (фр. Sère-Lanso, окс. Cèra e Lançòu) — коммуна во Франции, находится в регионе Юг — Пиренеи. Департамент — Верхние Пиренеи. Входит в состав кантона Лурд-Эст. Округ коммуны — Аржелес-Газост.
Код INSEE коммуны — 65421.

## География

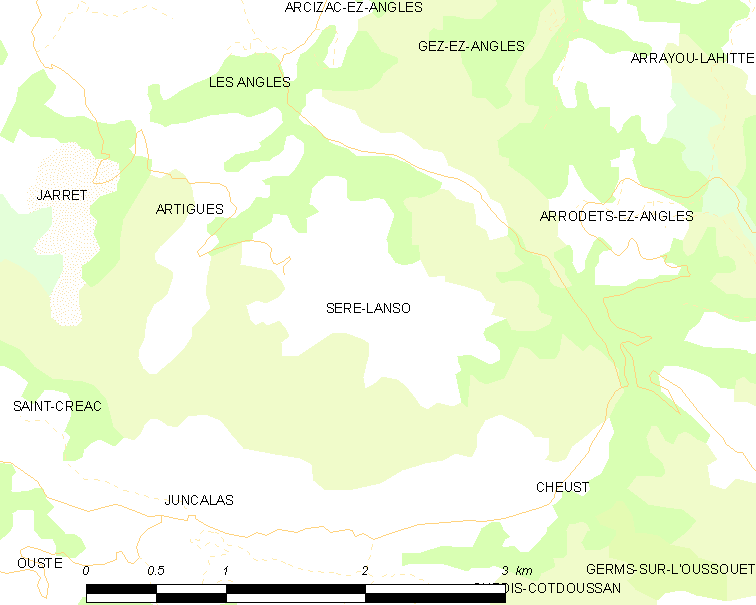
Карта коммуны

Коммуна расположена приблизительно в 670 км к югу от Парижа, в 135 км юго-западнее Тулузы, в 19 км к югу от Тарба.
По территории коммуны протекает река Усер (фр. Oussère).

## Климат
Климат умеренно-океанический с солнечной тёплой погодой и обильными осадками на протяжении практически всего года.

## Население
Население коммуны на 2010 год составляло 55 человек.
| 1962 | 1968 | 1975 | 1982 | 1990 | 1999 | 2010 |
| ---- | ---- | ---- | ---- | ---- | ---- | ---- |
| 94   | 82   | 62   | 74   | 64   | 54   | 55   |

## Администрация
| Период | Период | Фамилия          | Партия | Примечания |
| ------ | ------ | ---------------- | ------ | ---------- |
| 2001   | 2014   | Стефан Казенавет |        | фермер     |
| 2014   | 2020   | Кристиан Арагну  |        |            |

## Экономика
В 2010 году среди 30 человек трудоспособного возраста (15-64 лет) 24 были экономически активными, 6 — неактивными (показатель активности — 80,0 %, в 1999 году было 71,8 %). Из 24 активных жителей работали 22 человека (11 мужчин и 11 женщин), безработных было 2 (1 мужчина и 1 женщина). Среди 6 неактивных 0 человек были учениками или студентами, 3 — пенсионерами, 3 были неактивными по другим причинам.

## Достопримечательности
- Церковь Св. Винсента